# Utako Okamoto
Utako Okamoto (岡本歌子, 1 de abril de 1918 - 21 de abril de 2016) fue una doctora médica japonesa que descubrió el ácido tranexámico en la década de 1950 en su búsqueda para encontrar un fármaco que tratara la hemorragia posparto. 
Después de publicar sus resultados en 1962 se convirtió  en presidenta de la Universidad Kobe Gakuin, donde  trabajó desde 1966 hasta su jubilación en 1990. La carrera de Okamoto estuvo dificultada por un entorno dominado por los hombres.
Durante su vida no fue capaz de persuadir a los obstetras de Kobe para que probaran el agente antifibrinolítico, el cual se convirtió en un fármaco de la lista de la OMS de medicinas esenciales en 2009. Vivió para ver el principio del estudio de 2010 de ácido tranexámico en 20 000 mujeres con hemorragia posparto, pero falleció antes de su conclusión en 2016 y la publicación en 2017 de los resultados sobre la prevención de la mortalidad del ácido tranexámico, que ella había predicho.

## Educación
Okamoto comenzó a estudiar odontología en 1936. Se cambió muy pronto a medicina, matriculándose en la Universidad para Mujeres de Medicina de Tokio, y graduándose en diciembre de 1941.

## Carrera
En enero de 1942, Okamoto empezó como ayudante de investigación en la Universidad para Mujeres de Medicina de Tokio, investigando el cerebelo, con un neurofisiólogo que "creaba más oportunidades [para mujeres] de las que había disponibles en la época." 
Después de la Segunda Guerra Mundial y la segunda guerra sino japonesa respectivamente en 1945, se cambió a la Universidad Keio en Shinanomachi, Tokio. Cuando los recursos se volvieron escasos, ella y su marido Shosuke Okamoto comenzaron a investigar sobre la sangre, ya que si no tenían suficiente podrían usar la suya propia. Esperaban encontrar un tratamiento para la hemorragia posparto, un fármaco potente para parar la hemorragia después de dar a luz. Empezaron estudiando el ácido aminocaproico (EACA). Luego estudiaron una sustancia química relacionada, el ácido 1-(aminometil)-ciclohexano-4-carboxílico (AMCHA), también conocido como ácido tranexámico. Los Okamoto encontraron que era 27 veces más potente y por tanto un agente antihemorrágico prometedor, y publicaron sus hallazgos en el Keio Journal of Medicine en 1962.
En 1966, a Okamoto le fue concedida una presidencia en la Universidad Kobe Gakuin. En 1980, fundó un Comité para Proyectos sobre Trombosis y Hemostasis con Shosuke, quién también trabajaba en Kobe. Se jubiló de la Universidad en 1990. Tras el fallecimiento de su marido en 2004,  dirigió el comité hasta 2014. Nunca pudo persuadir a los obstetras a que probaran el fármaco en hemorragias posparto.

## Logros
El valor del ácido tranexámico no fue apreciado durante años, y no fue hasta 2009 que fue includio en la lista de la OMS de medicinas esenciales para su uso durante la cirugía cardíaca.
En 2010, una amplia prueba controlada aleatorizada en pacientes de trauma mostró su notable beneficio si se administraba en las primeras 3 horas del daño.
También en 2010, la prueba WOMAN (World Maternal Antifibrinolytic, en español Antifibrinolítico Maternal Mundial) comenzó, un estudio sobre el ácido tranexámico aleatorizado, con control de placebo y doble ciego, en 20 000 mujeres con hemorragia posparto, que sería completado en 2016. En abril de 2017, se publicaron los resultados y mostraron que el ácido tranexámico reducía las muertes en 10,036 mujeres tratadas frente a las 9985 con placebo sin efectos adversos.

## Obstáculos
En un Japón dominado por los hombres, Okamoto tuvo que luchar contra el sexismo. Tuvo un supervisor comprensivo con las mujeres en la ciencia durante las etapas tempranas de su carrera.
Aun así ella y una colega fueron interpelidas a abandonar una conferencia pediátrica porque el evento no era para "mujeres y niños"  (onna kodomo), un término que ella dijo en una entrevista de 2012 que jamás había escuchado antes.: 4:00 
Después de presentar su investigación por primera vez, los hombres del público la ridiculizaron preguntándole si iba a bailar para ellos.: 5:17-5:38 
En una entrevista de vídeo, Okamoto dijo: "los hombres son siempre conscientes de las diferencias fundamentales entre hombres y mujeres, y por eso no pueden evitar pensar en sí mismos como superiores. Así que  utilicé eso a mi favor para tratar con sus egos. [...] Hasta [que tuve una niña]  podía compensar las desventajas de ser una mujer con horas laborables más largas —10 h al día en vez de las 8 que trabajaban los hombres." En la Universidad Keio no había guardería para su hija y la trajo al laboratorio, "[esperando] que se portara bien".  La llevaba a la espalda cuando era un bebé mientras trabajaba en el laboratorio.: 5:48 

## Vida personal
Utako Okamoto se casó con Shosuke Okamoto, y a su muerte les sobrevivió una hija, Kumi Nakamura.
Tuvo un aborto espontáneo, que ella dijo que no se debía al exceso de trabajo sino a "volver a casa tarde del trabajo".: 7:30 
Ian Roberts, Profesor de Epidemiología y Salud Pública en la Escuela de Londres de Higiene & Medicina Tropical que había coordinando la prueba de trauma de 2010 visitó a Okamoto, que entonces tenía aproximadamente 92 años, en Japón. Dijo que  "encontré una persona fascinante, realmente animada y enérgica y todavía muy comprometida con la investigación, reuniéndose con investigadores y leyendo artículos científicos".